# NT Roads
NT Roads ist die Straßen- und Verkehrsbehörde im Northern Territory, Australien. Sie ist zuständig für die Instandhaltung, den Ausbau und Betrieb des landesweiten Straßennetzes. NT Roads ist Teil des Department of Lands and Planning. Neben dem Straßenverkehr ist die Behörde auch für Häfen, Bootsanlegestellen sowie für Flughäfen, den Schienen- und öffentlichen Nahverkehr zuständig.
Das betreute Straßennetz hat eine Gesamtlänge von 36.000 km mit 210 Brücken, daneben 260 km an städtischen Radwegen und 55 Rastplätze. Für 14.000 km davon sind Teil des Nationalstraßennetzes und werden von der australischen Regierung finanziell unterstützt. Von den insgesamt 36.000 km Straßen sind 8.800 km asphaltiert, 8.600 km geschottert, der Rest ist unbefestigt.
Die wichtigsten Fernstraßen im Northern Territory sind:
- Stuart Highway
- Barkly Highway
- Victoria Highway